# Museu de aviação

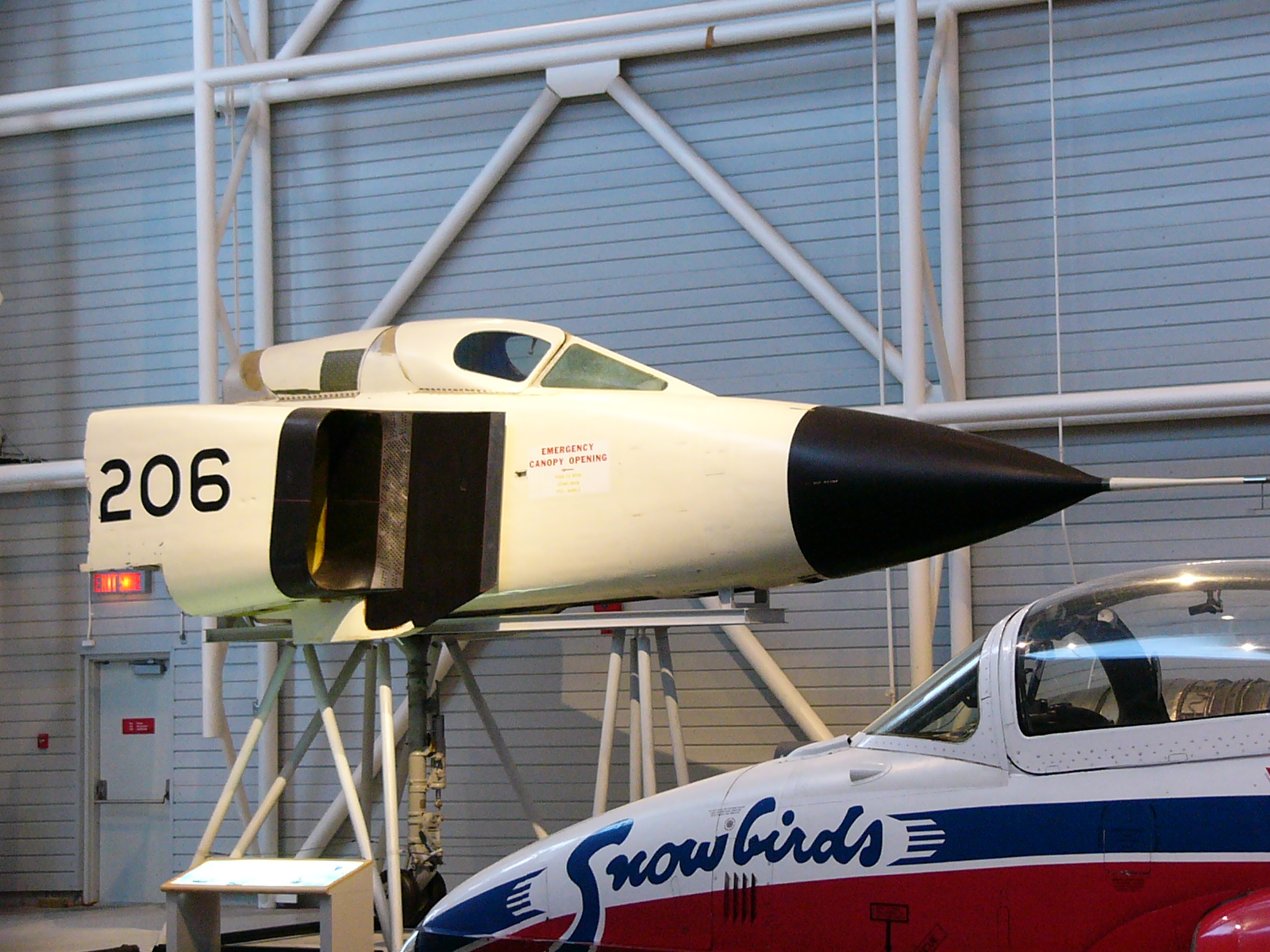
Seção do nariz do Avro Arrow RL 206
no Canada Aviation Museum.

Um museu de aviação, museu aéreo ou museu aeroespacial é um museu que exibe a história e os artefatos da aviação. Além de aeronaves reais, réplicas ou reproduções precisas, as exposições podem incluir fotografias, mapas, modelos, dioramas, roupas e equipamentos usados por aviadores.

## Visão geral

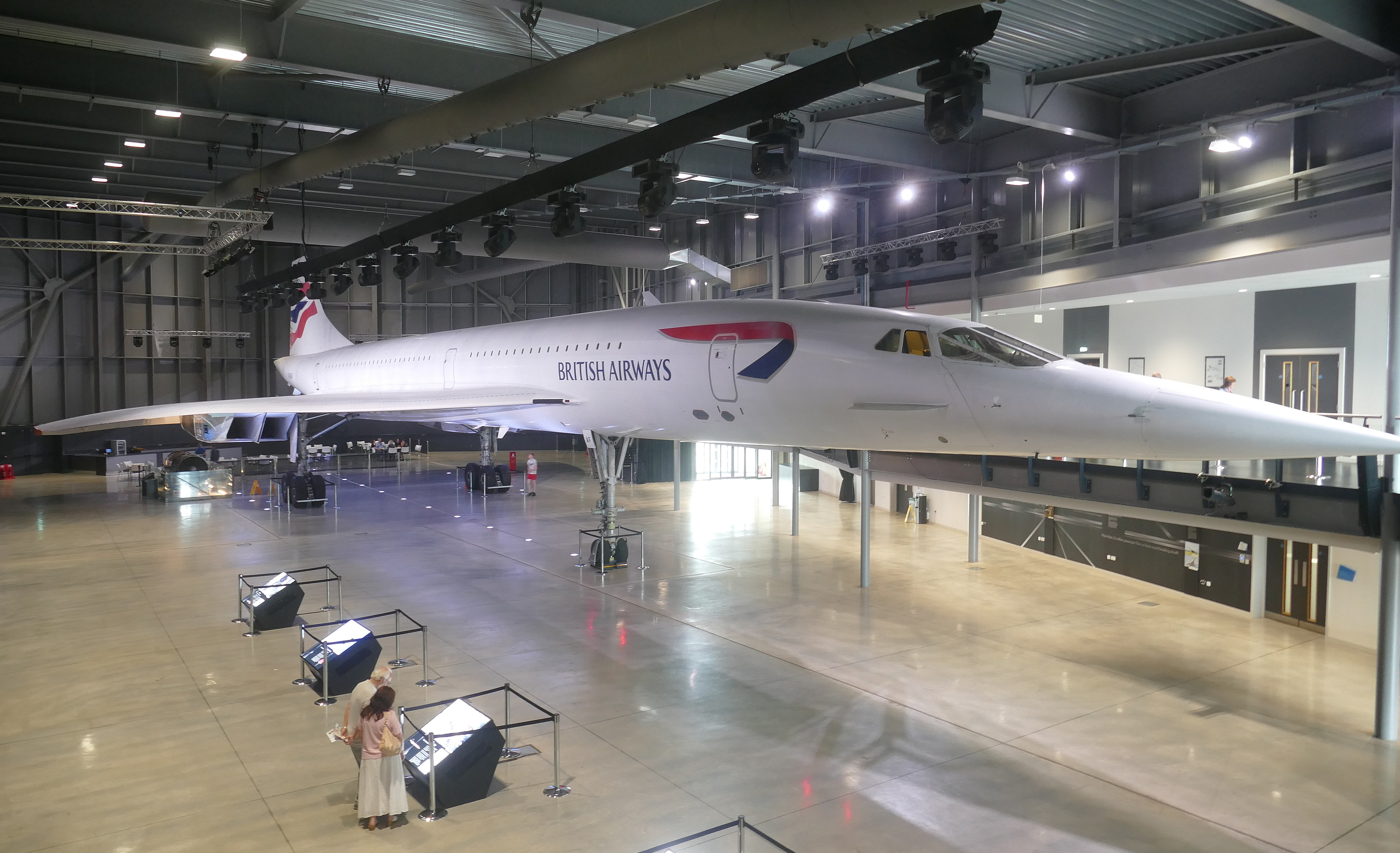
O Concorde G-BOAF, ex-British Airways
no museu Aerospace Bristol, na Inglaterra.

Os museus de aviação variam em tamanho, desde abrigar apenas uma ou duas aeronaves até centenas. Eles podem ser de propriedade de governos nacionais, regionais ou locais ou ser de propriedade privada. Alguns museus também abordam a história e os artefatos da exploração espacial, ilustrando a estreita associação entre aeronáutica e astronáutica.
Muitos museus de aviação concentram-se na aviação militar ou civil, ou na história da aviação de uma determinada época, como a "era pioneira da aviação" ou a subsequente "Idade de Ouro da Aviação" entre as Guerras Mundiais, aeronaves da Segunda Guerra Mundial ou um tipo específico de aviação, como planadores.
Os museus de aviação podem exibir suas aeronaves apenas no solo ou fazer voar algumas delas. Os museus que não voam suas aeronaves podem ter decidido não fazê-lo porque as aeronaves não estão em condições de voar ou porque são consideradas muito raras ou valiosas. Os museus podem voar suas aeronaves em shows aéreos ou outros eventos relacionados à aviação, aceitando o risco que isso acarreta.
Alguns museus de aviação possuem conjuntos de periódicos, manuais técnicos, fotografias e arquivos pessoais. Estes são muitas vezes disponibilizados para pesquisadores de aviação para uso na escrita de artigos ou livros ou para especialistas em restauração de aeronaves que trabalham na restauração de uma aeronave.